# アステカ料理

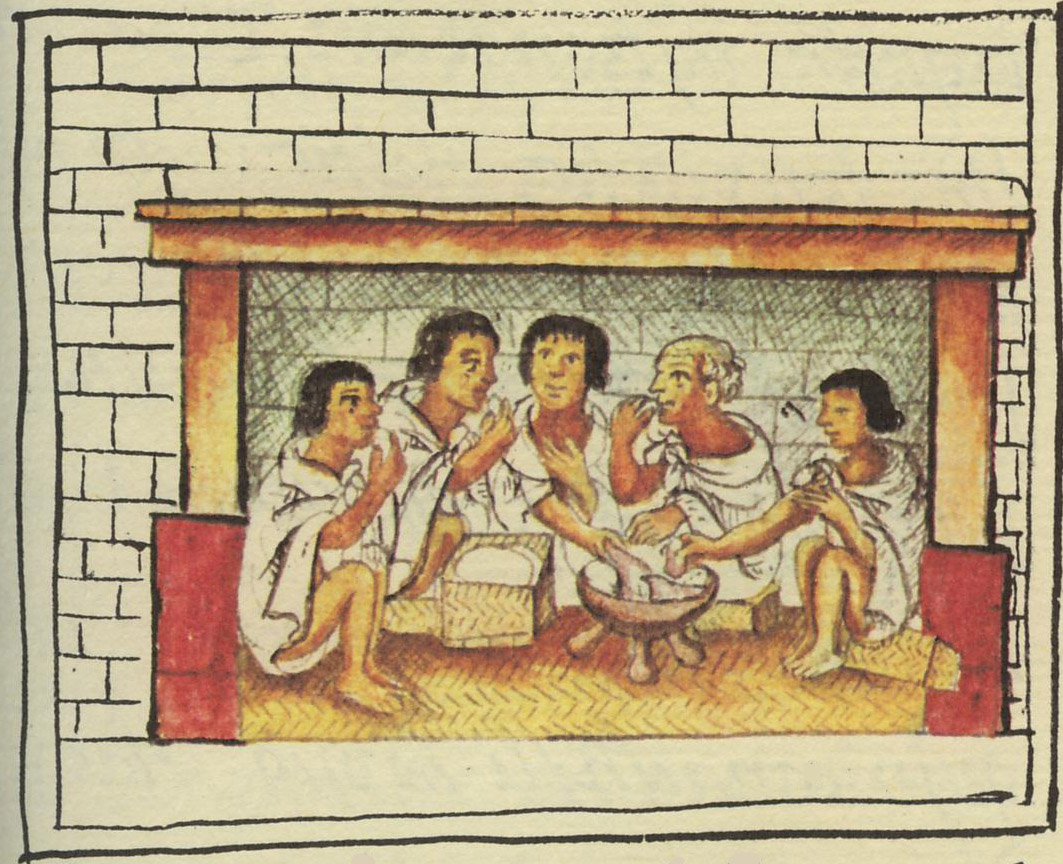
会食する男たち フェレンツェの絵文書、16世紀末。

アステカ料理（アステカりょうり）では、15世紀ごろ、現在のメキシコの地に栄えた国家・アステカ帝国の食文化を解説する。

## 概要

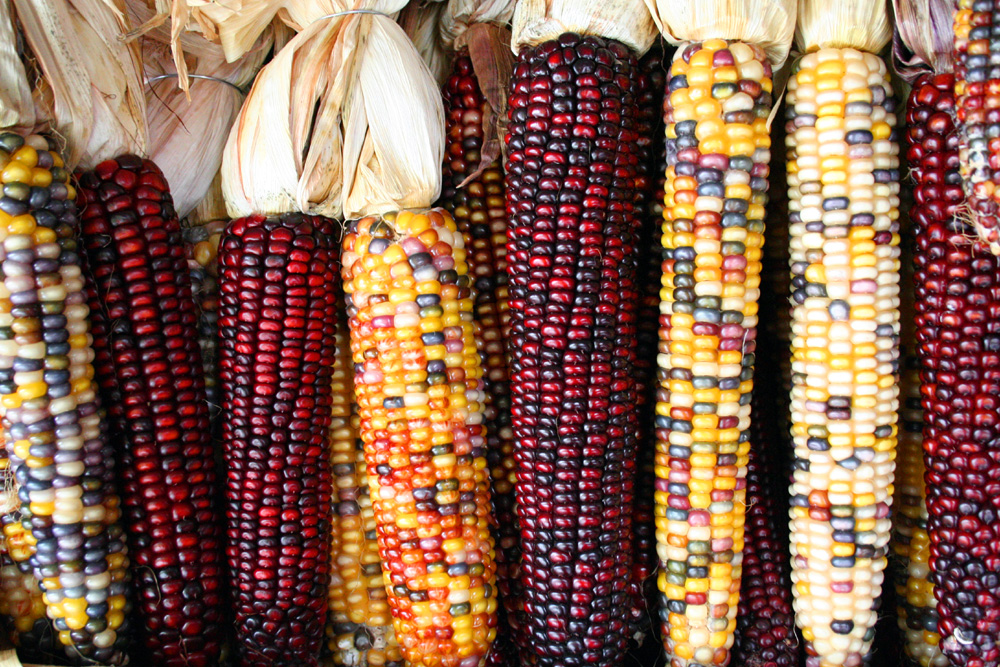
さまざまなトウモロコシ

アステカ文明での主要な食料はトウモロコシである。それは東アジアにおける稲やヨーロッパの小麦と同じく、アステカの精神世界においても重要な位置を占めている。トウモロコシはトルティーヤ（薄焼きパン）やタマル（蒸し団子）、粥に加工され、主食となった。トウモロコシ製品と、塩、チレ（トウガラシ）が食の基本であり、断食の儀礼の際は塩とチレの摂取が禁じられた。トウモロコシや塩以外の重要な食素材は、インゲンマメとアマランサスである。また、トウモロコシを石灰水で煮込んでから調理することで食感と栄養価を高め、さらに豆類の料理を付け合せることでトウモロコシ食で不足しがちなビタミンを補い、ペラグラを予防していた。
水とトウモロコシの薄粥、そしてリュウゼツランの汁を醗酵させた酒プルケが、アステカにおける一般的な飲み物である。さらに蜂蜜、サボテンや果物の汁を醗酵させた飲料も存在した。その一方で社会的階級の高いものはプルケを避け、カカオから作られる飲料を口にすることを誇りとした。カカオの飲料「ショコラトル」は王族、貴族、戦士のみが飲用を許される贅沢品で、トウガラシ、蜂蜜、香辛料、バニラなどで味付けされていた。
食用の動物は七面鳥などの家禽、ホリネズミ、グリーンイグアナ、メキシコサラマンダー、海老、魚さらに昆虫類やその卵など多種多様である。野菜類ではカボチャが好まれ、種も煎って食用にした。トマトは今日栽培されているものとは異なる品種が食され、トウガラシと混ぜてソースにするか、トウモロコシとともにタマルの詰め物にされた。キノコ類も好まれ、トウモロコシ黒穂病に侵されたトウモロコシに育つ菌までも「珍味」として珍重した。

## 日々の食事
アステカ社会の食事は一日に2度だったが、肉体労働者は夜明け・午前9時頃・午後、と1日に3食を摂っていた。これは近代ヨーロッパの食事形式とよく似ている。メニューはアトルと呼ばれるトウモロコシの粥が中心である。濃厚なアトルは、トルティーヤと同じくらいの栄養価を持つ。

### 宴会

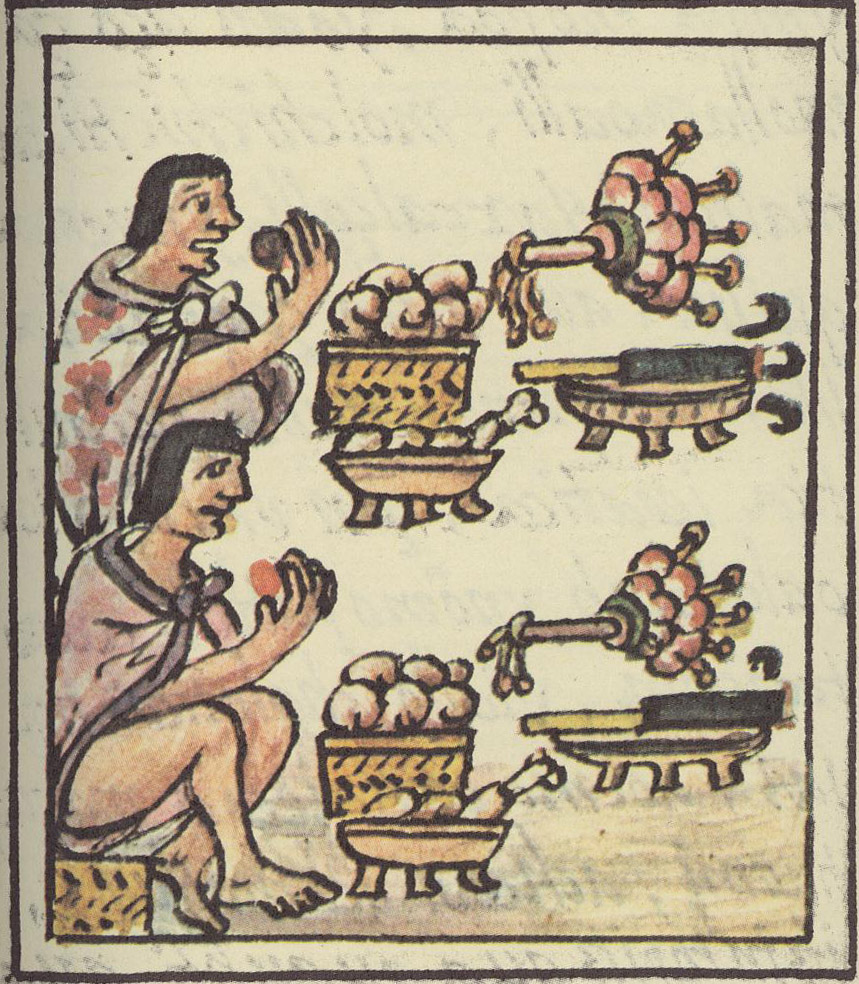
会食する男たち フィレンツェの絵文書、16世紀末

アステカでは、儀礼や祭事に伴って宴会が行われていた。その宴の有様は、詳細に残された記録で伺うことができる。まず宴に招かれた客人は、使用人たちから煙草と花束を渡され、これで自身の首筋や腕を拭う。宴の開幕に伴い、ご馳走の一部を地面に落とすことで神に捧げる。軍事国家のアステカでは戦士の社会的地位が高かったため、テーブルマナーは戦士の行いに従ったものだった。例えば、喫煙用のパイプや花は使用人の左手から客人の右手に手渡され、盆は右手から左手に手渡された。これは戦士がアトラトル（槍投げ器）や矢、盾を受け渡す際のしきたりと同じものだった。花は受け渡す手が右か左かで名称が異なる。"剣の花"は右手から左手に手渡され、"盾の花"は左手から右手へと渡る。食べる際、客人は右手にソースを満たした小鉢を持ち、左手で持つトルティーヤやタマルを浸して食べる。ショコラトル（カカオの飲料）は、ヒョウタンの器に入れられ、かき混ぜるための棒を添えて提供される。
宴会では男女の同席が禁じられたとの説があるが、その確証は無い。チョコレートの飲用は男性にのみ許され、女性はposolli（粥の一種）かプルケを飲用した。また、裕福な者が開く宴会では、主催者は中庭を囲む小部屋に客人を留める。皆が見守る中庭で、上級軍人が舞い躍る。 深夜に一部の客人はチョコレートとマジックマッシュルームを服用し、酩酊状態の中で見た幻を他の人々に語る。夜明け前に至って客は歌を提供し、捧げものを焼き、あるいは中庭に埋めることで主催者とその子供の幸運を祈る。朝を迎えて宴はお開きになり、花と葉巻、その他食物は老人や貧者、招待客、そして雇い人に分け与えられる。アステカ人の精神世界では、万物には2面性があり、人はその中庸を生きるべきだとされた。宴会もこの思想の元に執り行われていた。

## 調理法

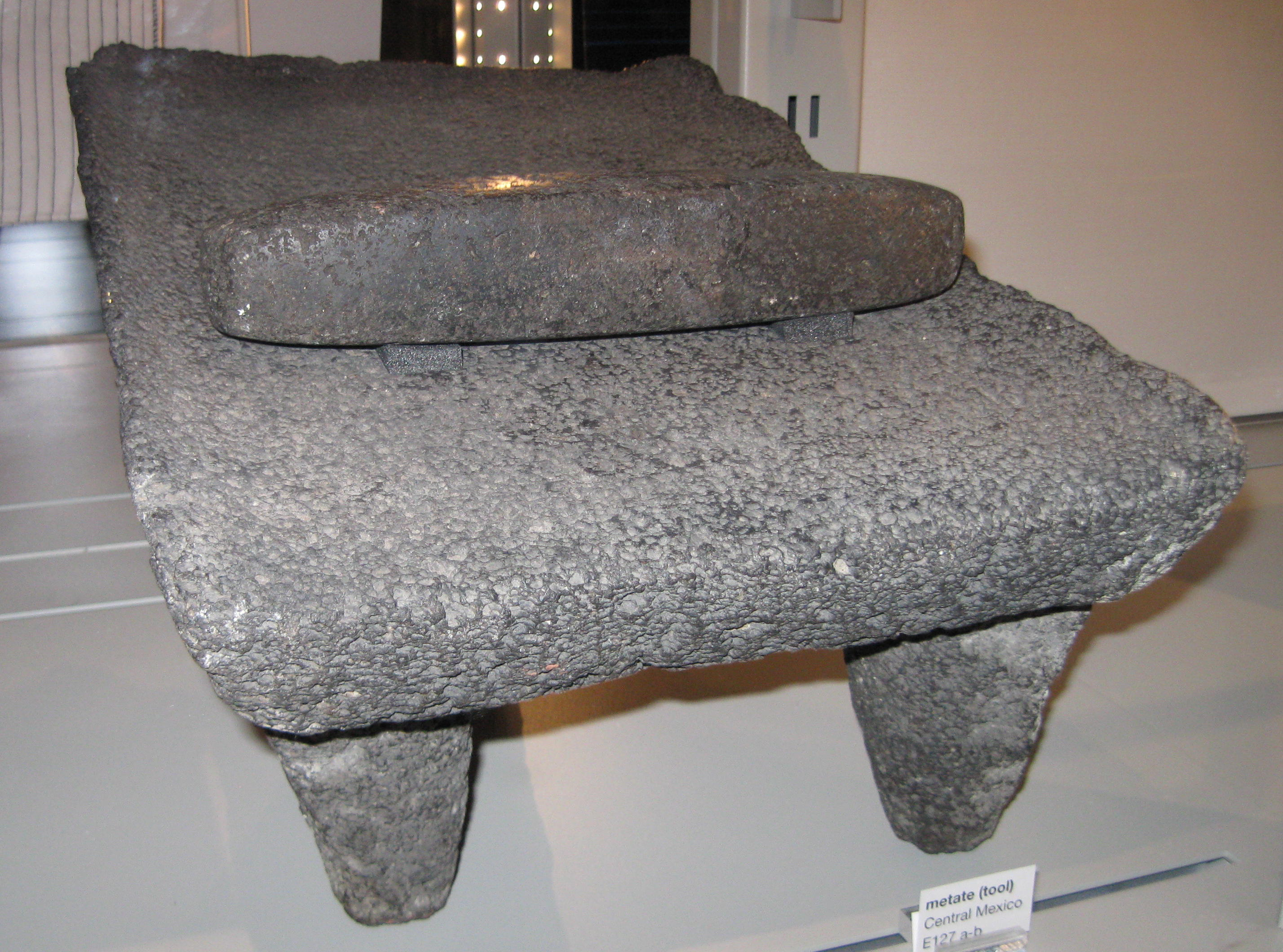
トウモロコシをすり潰す臼「メタテ」。

鉄器の存在しないアステカ文明では、調理器具の全てが石器か土器だった。基本的な調理器具は鞍型臼「メタテ」と、持ち手が２つある土鍋xoctliである。メタテで石灰処理したトウモロコシをすり潰し、土鍋で煮るか蒸すかする。トウモロコシの団子「タマル」は蓋付きの土鍋を使って蒸し上げた。アステカ料理を記したスペイン人の記録には揚げ物も記されているが、実際には揚げ物ではなく、シロップの中で素材を煮る調理法を見間違えたものらしい。考古学的には、大規模な油脂の圧搾装置や、揚げ物に適した形の鍋は見出されていない。
トルティーヤ、タマル、煮込みやソース類がアステカ料理の基本的なレパートリーである。食事の基本はMolcajete（すり鉢）で塩とトウガラシを搗き混ぜ、水を加えて作るソースを添えたトルティーヤである。また、トウモロコシの生地で七面鳥の肉を包んで調理することも行われていた。アステカの都市では市が開かれ、素材と共に様々な料理も売られていた。その中で、喉の渇きを癒すものとして粥の屋台に人気があった。

## 食素材

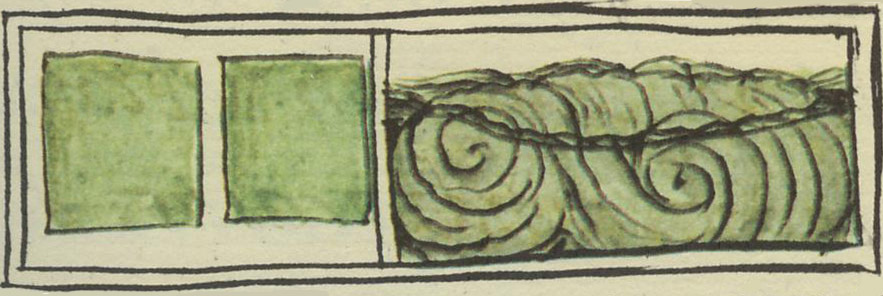
スピルリナは、湖で生育する藍藻の一種である。網で掬って採集し、調味料の一種として利用する。

アステカの主食はトウモロコシ、豆、カボチャである。副食や調味料としてトウガラシ、トマト、さらにテスココ湖で水揚げされるザリガニ、小エビ。藍藻のスピルリナはトルティーヤに塗って食べるほか、固めて乾燥保存する。アステカの食生活は植物質の素材が多いが、タンパク質を補給するためバッタ、リュウゼツランにつく芋虫、なども口にしていた。この昆虫食は、現代メキシコにも受け継がれている。

### 穀物
トウモロコシは、アステカの全ての階層における重要な主食であると共に、精神的な意味でも大きな意味を持つ穀物である。アステカ人は、接触したヨーロッパ人に対してトウモロコシを"我らの肉であり、骨である"と説明している。トウモロコシには一般的な黄色いもの以外に、赤、黒、白、さらに穂や穀粒の大きさで様々な品種に分類される。この中では白トウモロコシが最も貴重な品種で、一般の人の口には入らなかった。トウモロコシを鍋で煮込む際、かならず息を吹きかける。これは、トウモロコシに火を恐れさせないためのまじないである。

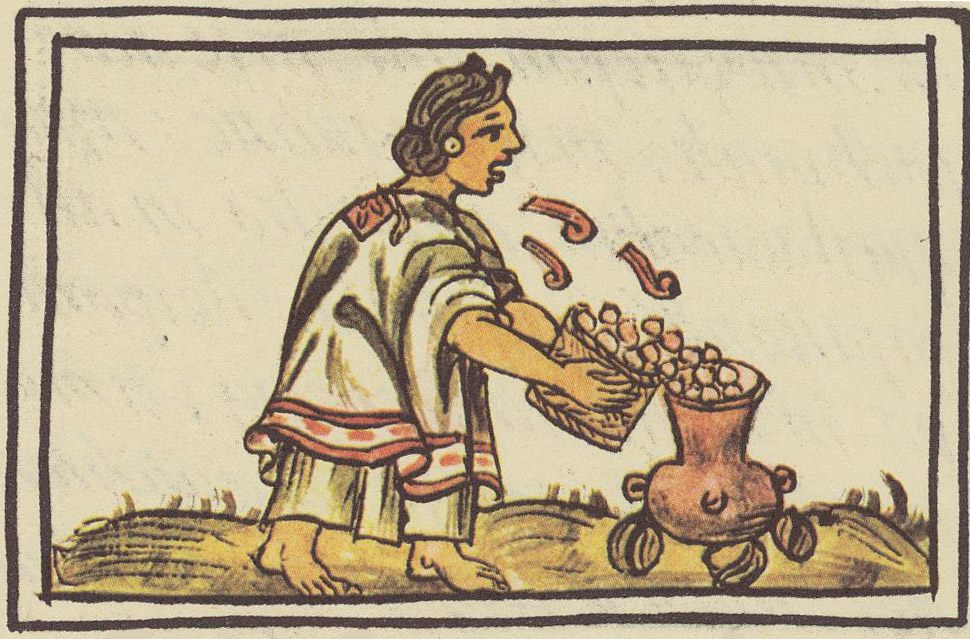
トウモロコシを煮る女性。トウモロコシが火を恐れないように、鍋に入れる前に息を吹きかける。 フィレンツェの絵文書、16世紀後期

また、トウモロコシの粒を地面に落とした際は、かならず全て拾い集める。フランシスコ会の宣教師ベルナルディーノ・デ・サアグンは、この行為を次のように説明している。
| 「 | "我らの糧が苦しみ、涙を流している。もし拾い集めなければ、神の前で我らの行いを訴えるだろう。「おお神様、このしもべは私を拾わず地面に置き去りにしました。どうか罰してください」と。我らはいずれ凶作に苛まれるのだ" | 」 |

トルティーヤやタマルの原料となるトウモロコシは石灰水に漬けるか煮込むかしてからすり潰す。この工程を、ナワトル語で灰を意味するnextliとtamalli（未完成のトウモロコシ生地、タマル）の合成語でニシュタマリゼーションという。乾燥したトウモロコシの粒はアルカリ性の石灰水に漬け込むことですり潰しやすくなり、さらに炭水化物が大半を占めるトウモロコシに、カルシウム、鉄分、銅、亜鉛が新たな栄養素として加わる。また、元来トウモロコシに含まれているものの、人間には消化吸収できないタンパク質やナイアシン、リボフラビンなどが摂取可能になる。さらにマイコトキシン（有毒な菌類）の成長を抑えるなど、人間の食生活に取ってまことに有益である。この作業は現在メキシコにも伝承され、工程を経たトウモロコシ生地をマサと呼ぶ。
石灰水に浸す工程を経たトウモロコシ"nixtamal"はアミノ酸のリジン、トリプトファンも摂取可能である。そのため、理論上、アステカの食生活ではトウモロコシ料理に豆、野菜、カボチャ、果物、トウガラシに塩を付け合せることで、動物性タンパク質に頼らなくとも栄養的にバランスの取れた食生活を送ることができた（ただ、実際には様々な動物性タンパク質、あるいは人肉が食されている）。

### 香辛料

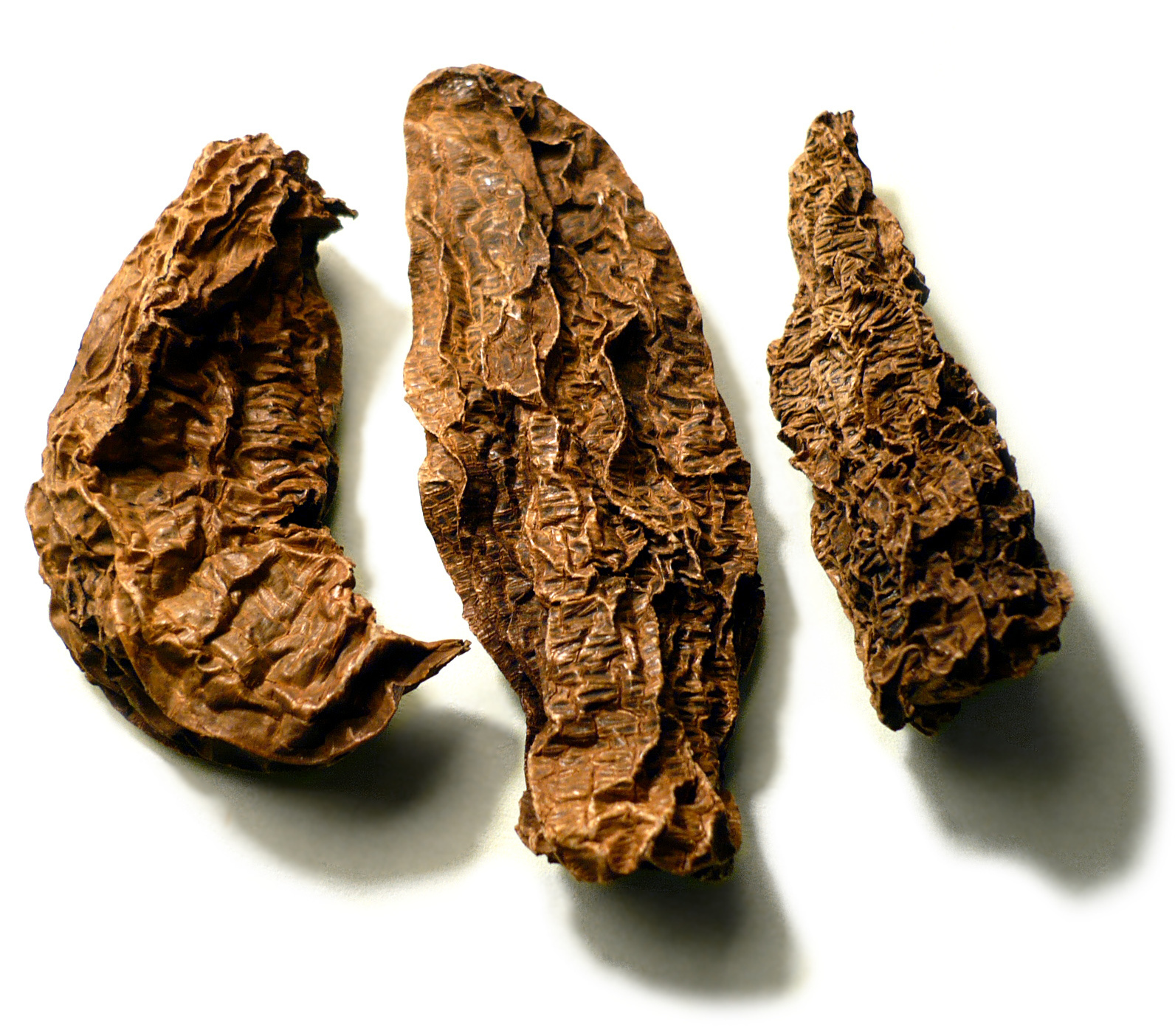
燻製トウガラシ・チポトレ

アステカ料理では、多数の香辛料や香草が使用された。最も重要な香辛料・トウガラシは栽培種や野生種など多種多様であり、カプサイシンの含有量に応じて様々な辛さを持つ。トウガラシは生で使うほか、保存用に乾燥させるか、あるいは燻製にする。これらの行程で甘いもの、フルーティー、土の味、スモーキー、燃えるような辛さなど、トウガラシの風味は多数のバリエーションを得た。
スペインによるアメリカ大陸の植民地化を経て、トウガラシは旧大陸にも伝播した。強烈な辛さとともに温帯で簡単に栽培できる利点をもって、現在では世界中に伝播している。また、メキシココリアンダーは、旧大陸のコリアンダーよりもはるかに強烈な香りを発する。メキシコオレガノやメキシコアニスは旧世界のオールスパイスのように、ナツメグ、シナモン、クローブなどを思わせる香りを含む。ネッラの皮はシナモンに似て、なおかつ繊細で柔らかい香を有することから、現在でも「白シナモン」としてメキシコ料理に使用される。アメリカ大陸にタマネギやニンニクは存在しなかったものの、アステカ人はネギ属に類する野生植物を薬味として用いた。その他、メスキート、バニラ、ベニノキ、エパソーテ、hoja santa、アボカドの葉など、様々な自生植物が食用や香料、嗜好品として利用されていた。

## 飲料

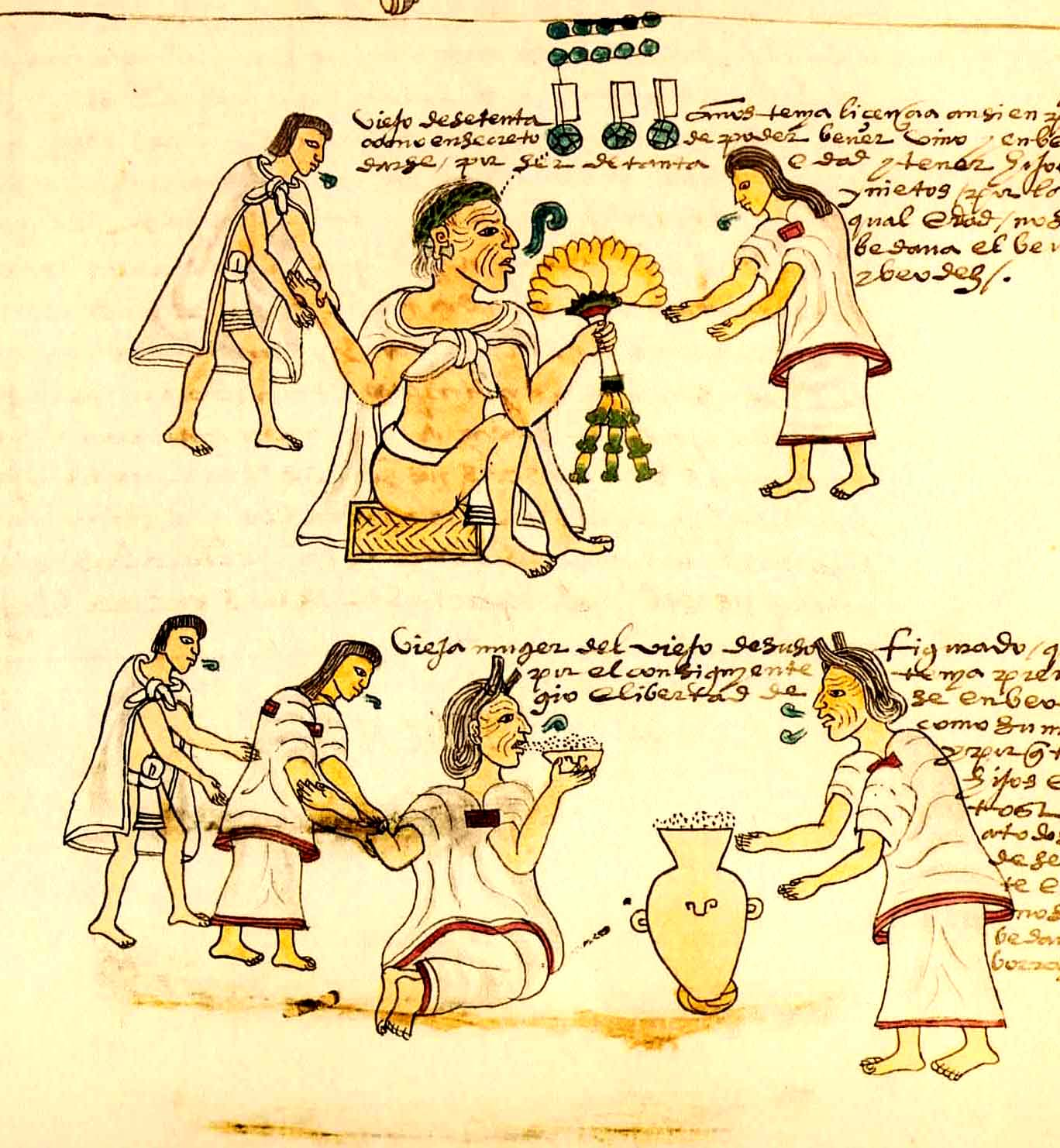
酒を飲む老婆（下段）。メンドーサの絵文書より。

アステカでは、トウモロコシ、蜂蜜、パイナップル、サボテンの実など様々な素材からアルコール飲料が作られていたが、最も一般的な酒はオクトリである。これは、リュウゼツランの花芽を切り取った際に滲み出す蜜水を自然発酵させて作るアルコール度数の弱い酒で、現在ではアンティル諸島での名称プルケの名で知られている。オクトリの飲用は上流階級から見下げられていたものの、実際にはすべての階層で飲まれていた。しかし泥酔して醜態を晒した者に対する罰則は厳しく、平民の場合は髪を切り落とされ、住居は破壊と略奪に任せられる。上流階級に対する泥酔の罪は一層厳しく、貴族は初犯でも死刑に処された。上流階級がチョコレート飲料を好んだのは、泥酔の罪を犯さないための自衛策でもある。その一方で、高齢者は泥酔してもある程度は大目に見られていた。深酒に厳罰を処したアステカ社会でも、酒に溺れ身体を損なう者、身を持ち崩す貴族は後を絶たなかった。宣教師のサアグンは、8000人を指揮するアステカ軍司令官が落ちぶれた例を挙げている:
| 「 | 彼は敷地を全て飲み干し、すべて売り払ってしまった。かつての勇敢な戦士、偉大な戦士、そして偉大な貴族。それが今では流浪の道端で下品にも酔いつぶれ、汚物にまみれている | 」 |

### アトリ
アトリ (atolli) とはトウモロコシ粥のことである。アステカ人は一日の摂取カロリーのうちかなりの割合をアトリから得ていた。その基本的な作り方は、トウモロコシを石灰水で柔らかくなるまで煮込む。これに10分の1ほどのリュウゼツラン蜜を加えたものがnequatolli、塩とトウガラシ、トマトを加えたものはiztac atolli、4、5日かけて酸っぱくなるまで醗酵させ、塩とトウガラシ、新鮮なトウモロコシ生地を加えたxocoatolliなどさまざまなバリエーションがある。さらに豆や焼き立てのトルティーヤ、焼きトウモロコシ、アマランサス、蜂蜜を具として加えた豪華な粥もあった。また、炊事用具を持たない旅行者は、袋に煎ったトウモロコシ粒と水を入れて持ち運び、旅先で即席のアトリを作った。

### カカオ
中米の文明では、カカオは大いなる象徴的な価値を持つ。アステカにおいては、カカオは高価な嗜好品であると同時に貨幣であり、カカオ豆が支払いに使用されていた。アステカの都・テノチティトラン近郊の湖沼地帯では、カカオ豆80から100粒で小型のカヌーが買えたという。そのため、カカオの殻の内部に泥を詰めた「偽造通貨」が出回ることすらあった。
カカオから作られた飲み物カカワトル（"カカオの水"の意。チョコレートの語源である）は貴族、戦士、商人（ポチテカ）によって飲まれていた。これには強力な興奮作用があるとされており、宴会や厳粛な儀礼の場で使用された。スペインの記述家・サアグンは、「何の考えも無しに飲まれるようなことは無かった」と記している。カカワトルは煎ったカカオ豆をすり潰し、湯に溶いたものだが、蜂蜜やトウガラシ、トウモロコシ粉、さらにバニラやさまざまな香辛料を添加して風味をつける。これら材料をよく混ぜ合わせ、すり鉢から別の容器に注ぐことで泡立てる。カカオ豆が上質であれば、泡立ちは一層良かった。この泡を取り分けておき、別の飲み物に添えることも行われていた。

## 食における規範
アステカ文明では、生活のあらゆる面において「中庸」が求められ、その思想を「節制」と受け止めたヨーロッパの記述家らはしばしば感銘を受けた。プエブラ州の司祭ファン・デ・パラホス・Y・メンドーサは、1640年代、ヌエバ・エスパーニャ総督に以下の報告をしている。
| 「 | 私が見聞きしたところによれば、彼らは非常に慎重で謙虚な思考の元に食生活を送っている。ひとつ例を挙げれば、生活習慣の全てに課せられる「忍耐」は、食の場でも同様である。飢えに任せてがつがつ食べることは許されない。 | 」 |

### 断食
アステカにおける「断食」とは飲食の一切を断つことではなく、塩とトウガラシの摂取を絶つことを意味する。これはアステカ社会の構成員すべてに課せられ、初期のヨーロッパ人入植者を驚かせた。ただ、病人や女子供、老人に対する断食はある程度免除されていた。52年毎に行われる新しき火の儀式に先んじて、一部の神官は1年、他の神官は80日、領主は8日の断食を行う。一方、庶民の断食はそれほど厳密ではない。テワカンにおいては、断食は通常、あるいは偶発的に行われていた。石の枕で休むなど、様々な禁欲的行為を強いられる。食物は1日50グラム程度のトルティーヤのみ。この状態で4年間を過ごすのである。その代わり、20日に一度は何を飲み食いしてもよかった。
モクテスマ2世のような王も酒池肉林に溺れることなく、断食の規律に従った。女性との同衾を自ら禁じ、ミチウハウトリやアマランサスやアカザのケーキのみを食べ、ココア飲料の代用として干からびた豆粉の水溶きを飲用する。これらアステカの断食行為は、肉や魚など動物製品を禁じるキリスト教の断食と対比することができる。

## 人肉食
先コロンブス期のアメリカのカニバリズムを参照

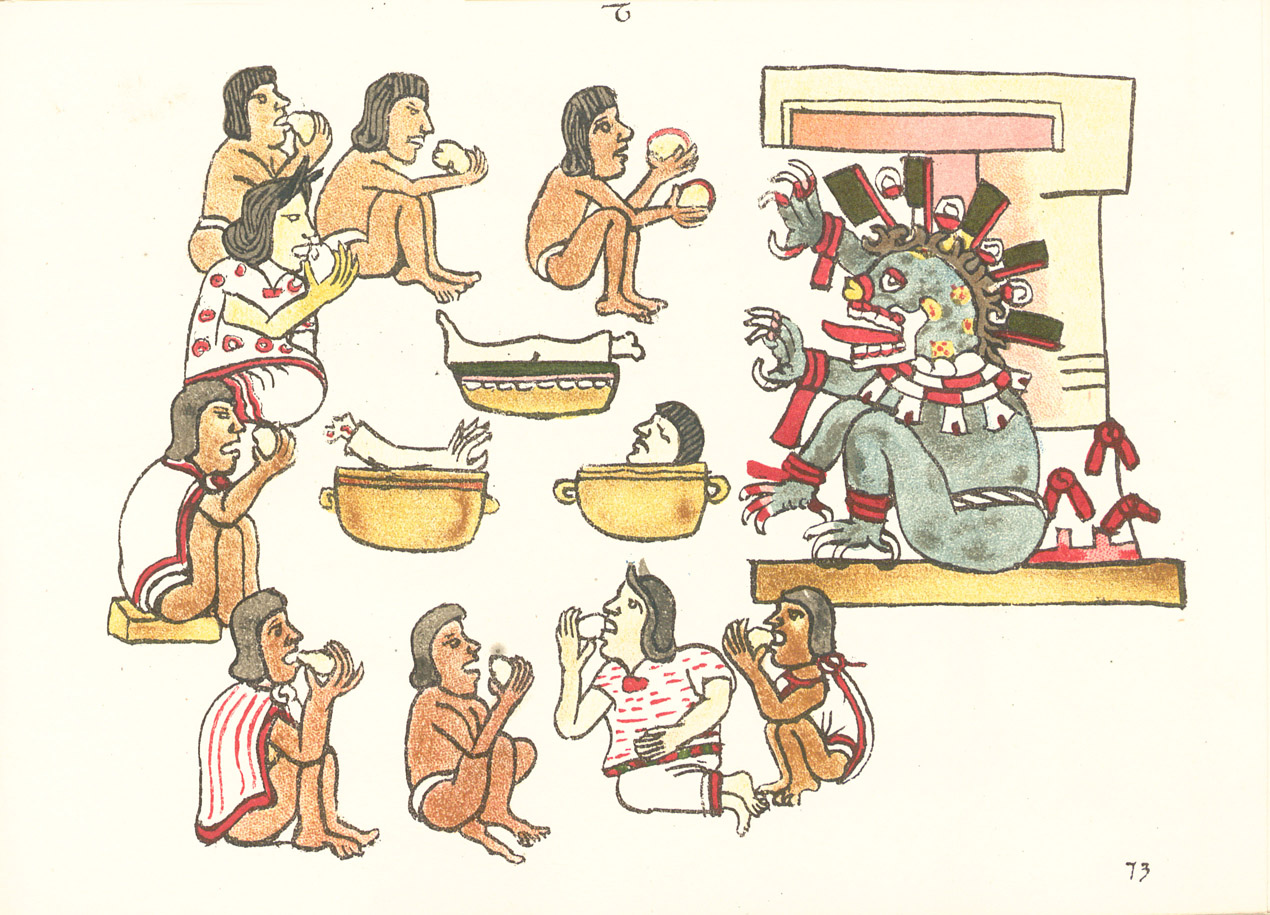
人肉を食べる人々。土鍋の中に人の手足や頭部がうかがえる。

アステカの特異な食習慣として、カニバリズムが挙げられる。神々に人身御供として新鮮な心臓を捧げたのち、体の部分を地面に投げ落として切り刻み、神官や戦士など上流階級に配布される。その肉をトウモロコシと共に煮込み料理に仕立て、トルティーヤと共に味わう。なお、この料理の味付けにトウガラシは使われなかった。1970年代、人類学者のマイケル・ハーナーは、この食人行為について「牛や馬などの大型家畜を持たなかったアステカ人が、タンパク質を得る必要に迫られて行ったものだ」と結論付けた。この説は一部から支持されたものの、アステカの農業生産や人口統計を無視した根拠の無い仮説だとされている。